# Atractus altagratiae
Atractus altagratiae là một loài rắn trong họ Colubridae. Loài này được Passos & Fernandes mô tả khoa học đầu tiên năm 2008.